# Georg Brandes
Georg Morris Cohen Brandes (4. ledna 1842 Kodaň – 19. ledna 1927 tamtéž), česky někdy též Jiří Brandes, byl dánský myslitel a literární kritik. Měl zásadní vliv na vývoj dánské a severské literatury 70. let 19. století. Je obecně považován za hlavního teoretika nástupu modernismu na severu.
Jeho názory na literaturu, zhmotněné mj. ve výroku o tom, že literatura má nastolovat otázky k celospolečenské diskusi, významně souzněly s názory a tvorbou tehdejších význačných severských literátů, např. Henrika Ibsena.